# Stanislav Stolárik
Stanislav Stolárik (Rozsnyó, 1955. február 27. –) szlovák katolikus pap, rozsnyói püspök.

## Élete
Stanislav Stolárik Kassán nőtt fel, és ott járt középiskolába. 1973-ban lépett be a pozsonyi szemináriumba, és a pozsonyi Comenius Egyetem Cirill és Metód Római Katolikus Teológiai Karán tanult katolikus teológiát és filozófiát. Stolárik 1978. június 11-én a pozsonyi Szent Márton-székesegyházban szentelte a  Kassai főegyházmegye papjává.
1978-ban lett vikárius Tőketerebesen. 1978-tól 1981-ig Homonnán, 1981-től 1983-ig Eperjesen volt plébános. 1983-ban Stanislav Stolárik lett az abosi Mária-kegyhely plébániai kormányzója. 1990-ben a hernádcsányi plébánia plébániai kormányzója és a Kassai Főegyházmegye Papi Tanácsának tagja, valamint a Tanácsadói Kollégium tagja lett. 1992-től 1995-ig Stanislav Stolárik Homonna plébánosa volt. 
1993-ban doktorált teológiából a pozsonyi Comenius Egyetem Cirill és Metód Római Katolikus Teológiai Karán. Filozófiából doktorált a krakkói Pápai Teológiai Akadémián 1998-ban, másodszor pedig filozófiából (Ph.D.) a pozsonyi Comenius Egyetem Filozófiai Karán. 1999-ben habilitált filozófiatörténet szakon az Eperjesi Egyetem Filozófiai Karán. 2000-ben Stanislav Stolárik a Rózsahegyi Katolikus Egyetemen és az Eperjesi Egyetem Görögkatolikus Teológiai Karán a filozófiatörténet, a Bevezetés a filozófiába és a vallásfilozófiába professzora lett. 2001-ben az eperjesi Szent Miklós-plébánia lelkésze és az eperjesi kerület esperese is lett. 
2001 és 2003 között a pozsonyi Comenius Egyetem Cirill és Metód Római Katolikus Teológiai Karának dékánhelyettese volt. 2003. február 8-án II. János Pál pápa Őszentsége káplánja (Monsignore) kitüntető címet adományozta neki. 
2004. február 26-án II. János Pál pápa kinevezte Barica címzetes püspökévé és kinevezte kassai segédpüspökké. Alojz Tkáč kassai érsek ugyanezen év március 20-án szentelte püspökké; Társszentelő volt a szlovákiai apostoli nuncius, Henryk Józef Nowacki érsek és az Eucharisztikus Világkongresszusok Pápai Bizottságának elnöke, Jozef Tomko bíboros. Stanislav Stolárik a Kassai főegyházmegye általános helynöke is volt. Stolarik társszerkesztője az Acta facultatis theologicae Universitatis Comonianae Bratislaviensis és a Verba theologica folyóiratoknak. 
Ferenc pápa 2015. március 21-én rozsnyói püspökké nevezte ki. Az avatásra ugyanazon év május 16-án került sor.